# Виадукт
Виадуктът (от латински: via – път, duct – водя; подобно на акведукт – водопровод) е мостово съоръжение с голяма дължина и поне няколко отвора (обикновено различни по размер) на колони.
Най-често виадуктите свързват точки с различна височина спрямо релефа, обикновено над суша (пропаст, долина, дере и др.) и по тях преминава автомагистрала и/или релсов път (железопътна линия, трамвай, метро).
Виадуктите се изграждат по конструктивни решения, възприети за изграждане на останалите видове мостове, както и с използване на същите материали. Ето защо по материал те могат да бъдат тухлени, стоманобетонни, стоманени и т.н., а по конструктивна схема – гредови, дъгови, висящи и други.
Както древните римски акведукти, така и ранните съвременни виадукти се състоят от поредица сводови отвори с приблизително еднаква дължина.

## Известни виадукти

### Виадукти в Европа
- Виадуктът Гьолчтал, който се намира в Саксония (Германия), е най-големият в света тухлен виадукт. Строен е през периода 1846 – 1851 г. След санирането му през периода 1997 – 2000 г. той се използва за високоскоростната железопътна линия Дрезден – Плауен (160 km/h). За строителството на виадукта са използвани около 26 млн. тухли. Виадуктът има обща дължина 574 m и височина 31 m, като по времето, когато е строен, е бил най-дългият и най-високият мост в света.
- Виадуктът Рибълхед във Великобритания обслужва железопътната линия между Сетъл и Карлайл. Построен е през 1874 г. Има дължина 402 m и максимална височина 32 m.
- Виадуктът Рур в Германия също е един от най-старите виадукти в Европа, който се ползва интензивно и сега. Построен е през 1879 г., след Втората световна война е реконструиран и модернизиран. Има дължина 313 m, изграден е под формата на крива от окръжност с радиус 380 m.
- Виадуктът Ландвасер е високоалпийски жп виадукт и се намира в Швейцария. Той е дъгообразен 6-арков виадукт, дълъг 135 m и висок 65 m. От виадукта се влиза в 216 m дълъг тунел. Виадуктът е предаден за експлоатация през 1901 г.
- Каменният виадукт край село Левин Клодзки е построен през 1905 г. с височината на 10-етажна сграда веднага след прекарване на железопътната линия. Виадуктът и до днес обслужва международната жп линия Вроцлав – Прага.
- Най-високият виадукт на Балканите се намира в България – виадукт Бебреш, който е част от автомагистрала „Хемус“. Той е открит за движение през 1985 г. Дълъг е 720 m и е висок 120 m. „Бебреш“ е част от системата от виадукти и тунели, с които се характеризира магистралата.
- Първият двуетажен виадукт във Великобритания – Тинсли, е дълъг 1033 m и обслужва две пътни артерии – магистралите А1 (горният етаж на виадукта) и А631. Той е пуснат в експлоатация през 1968 г. и служи за прокарване на път над долината Дон, между предградията на Шефилд Тинсли и Уинкобанк. Първоначално двата етажа са с по три ленти в двете посоки на движение, но след ремонта, приключил през 2003 г., са оставени по 4 ленти за движение на всеки етаж.
- Градският виадукт Вишеград в Прага е строен през периода 1968 – 1973 г. Той се използва за трафика на автомобилния транспорт, метрото и трамвая. Общата дължина на виадукта е 485 m, а най-голямата му височина е 40 m.
- Виадуктът Църни Кал е най-високият и най-дългият в Словения. Открит е през 2004 г. Дължината му е 1065 m и е висок до 87,5 m.
- Виадуктът Мийо във Франция е най-високият виадукт в Европа (343 m). Дълъг е 2460 m, тежи 36 000 тона и има широчина 32 m. Разположен е по автомагистралния път между Париж и Барселона. Открит е за движение на 16 декември 2004 г.
- Градският влак в Берлин се нарича S-Bahn (градска скоростна железница) и железопътните линии в централната част на града са върху виадуктово трасе. Това е най-дългият градски виадуктов комплекс в Европа.

- Виадуктът Рур (Германия)
- Виадуктът Ландвасер (Швейцария)
- Двуетажният виадукт Тинсли (Великобритания)
- Виадуктът Вишеград в Прага
- Виадукт в Левин Клодзки (Полша)
- S-Bahn в Източен Берлин
- Виадуктът Гьолчтал (Саксония, Германия) – най-големият тухлен виадукт в света

### Виадукти в Америка
- Първият виадукт в САЩ, конструиран като дъгообразен, е каменният виадукт Томас в Мериленд. Строен е в периода 1833 – 1835 г. за нуждите на железницата. Общата дължина на виадукта е 187 m, а височината му до нивото на водата на река Патапско е 18 m. Широчината на виадукта в горната му част е около 8 m. През 1966 г. виадуктът е включен към националната листа на историческите места на САЩ.
- Най-дългият и най-скъпият мост в средата на 19 век е железопътният каменен 17-арков виадукт Старука (Starrucca) (Пенсилвания, край Лейнсборо). Виадуктът е с обща дължина 317 m и височината му спрямо терена достига 30 m. Построен е през 1848 г. за 320 000 щатски долара с ежедневното участие на 800 работници.
- Виадуктът Лаймън в щата Кънектикът е строен през 1872 г. по метода на рамковите мостове от ковано желязо с железопътни функции. Има дължина 335,5 m и височина 41,8 m и е най-високото мостово съоръжение, строено в този щат. Използван е до 1959 г.
- Летбридж (Онтарио, Канада) е стоманен виадукт за нуждите на железопътния транспорт над река Олдман. Строителството се извършва през периода 1907 – 1909 г. Виадуктът има дължина 1624 m и височина (до дъното на реката) 95,7 m. Използвани са 12 400 тона стомана. След няколкократни реконструкции виадуктът се използва и сега.
- Принц Едуард в Торонто (Канада) е двуетажен виадукт, който преминава над долината на река Дон. Идеята за построяване на виадукта се обсъжда публично през 1910 г., но строителството му приключва през 1918 г., когато виадуктът приема името на тогавашния престолонаследник и бъдещ крал на Великобритания Едуард VIII. Виадуктът е с обща дължина 490 m и височина 40 m. Горната платформа е трамваен път, а долната е предвидена за стандартен железопътен транспорт. Оскъпяването на проекта с долен етаж при строителството на виадукта се оказва инвестиция за бъдещето, тъй като при построяване на метрото през 1966 г. долната платформа на виадукта започва да се използва за тази цел и спестява милиони долари. Виадуктът е известен като място за самоубийства и до 2003 г. (когато е поставена защитна решетка с височина 5 m) виадуктът е на второто печално място в света (след моста Голдън Гейт в Сан Франциско) по този показател – едно самоубийство на всеки 22 дни.
- Виадуктът Сайпрес Стрийт в Окланд (Калифорния) е двуетажен виадукт с по 5 ленти за движение на автомобили на всеки етаж, като горният етаж е използван за трафика само на юг, а долният – на север. Пуснат е в експлоатация на 11 юни 1957 г. Дължината на виадукта е около 2000 m. По време на земетресението на 17 октомври 1989 г. виадуктът не издържа и част от него се срива, при което има 42 жертви. След земетресението е установено, че при проектирането и строителството на виадукта не са взети предвид неподходящите почвени условия, което е причина за повреждането му от земетръса. Ето защо виадуктът е съборен и не е възстановен.
- Виадуктът Аляскан уей преминава през столицата на щата Вашингтон Сиатъл и обсужва автомагистрала No. 99. Виадуктът е пуснат в експлоатация на 4 април 1953 г. и е предвиден за трафик до 103 000 автомобила на денонощие. През последните години трафикът е над 110 000 коли. Виадуктът е изключително важен за автомобилния транспорт на региона. През 2001 г. виадуктът претърпява повреди от земетресението в щата Вашингтон (6,8 по скалата на Рихтер), поради което предстои решаване на важния проблем какво да се предприеме в бъдеще време. Над 50 % от мненията по въпроса са, че виадуктът следва да бъде заместен от тунел.
- Автомагистралата Родовиа дос Имигрантес (популярна като SP-160) в щата Сао Паоло (Бразилия) е най-наситеният с виадукти, мостове и тунели автомобилен път в света – по протежение на 58,5 km са изградени 44 виадукта, 7 моста и 11 тунела.

- Първият дъгообразен виадукт в САЩ – Томас
- Виадуктът Старука – снимка от 1920 г.)
- Виадуктът Лаймън
- Виадуктът Летбридж в Онтарио (Канада)
- Виадуктът Принц Едуард в Торонто (Канада)
- Виадуктът Сайпрес Стрийт в Оукланд, (Калифорния) след земетресението
- Виадуктът Аляскан уей в Сиатъл (щат Вашингтон)

### Виадукти в Азия
- Виадуктът Шифенг в Пекин (Китай) е част от 5-и околовръстен път. Има дължина около 1400 m и по 3 ленти в двете посоки. Под него има добре изградена железопътна структура.
- Виадуктовото съоръжение Сиюан в Пекин изпълнява ролята на надлезно кръстовище за 3 магистрални шосета – на 4-та околовръстна магистрала, магистралата на международното летище в Пекин и националната магистрала 101.
- Лантау линк е комбинирано, двуетажно мостово-виадуктово съоръжение. Съоръжението е открито на 27 април 1997 г. като автомобилна и железопътна връзка на новото летище на остров Лантау с останалата част на Хонконг. Съоръжението има обща дължина от 3500 m и се състои от 2 въжени моста – Цинг Ма с дължина 2200 m и Кап Шуи Мун с дължина 820 m, свързани помежду си чрез виадукта Ма Ван, дълъг 503 m. По горния етаж на съоръжението става автомобилния трафик, а по долния – железопътния трафик.
- Готейк – най-високият мост в Мянма, а през периода 1900−1909 години е бил също най-високият в света железопътен мост от типа Trestle bridge[2].
- Данян-Куншанският виадукт в Китай е най-дългият мост в света към 2011 г.[3]

- Виадуктът Шифенг в Пекин (Китай)
- Виадуктът Сиюан в Пекин (сн. от 2004 г.)
- Виадуктът Готейк